# Нигрита
Нигрѝта (на гръцки: Νιγρίτα) е град в Република Гърция, Егейска Македония, дем Висалтия, област Централна Македония. Градът има 5566 жители според преброяването от 2001 година.

## География
Нигрита е разположен на 23 километра южно от град Сяр (Серес) в Сярското поле, в северното подножие на Богданската планина (Вертискос). Река Сърпа отделя на северозапад едноименната махала Сърпа, която в миналото е отделно селище.

## Етимология
Съществуват няколко етимологии на името Нигрита – от лично име, от Νέος Αγρός, Неос Агрос, тоест ново поле или от формата Игрита (Ιγρίτα), спомената в кондиката на Сярската митрополия, от която от формата на винителен падеж се е получила нова форма на именителен падеж – την Ιγρίταν, τη Νιγρίτα, η Νιγρίτα.

## История

### Античност и Средновековие
В Богданската планина над Нигрита е разположена късноантичната крепост Палиохоруда.

### В Османската империя
Църквата „Свети Георги“ – едната от двете енорийски църкви, е от XVI век.
Градчето пострадва от терора на османските власти след опита за въстание на Леонидас Вулгарис в 1866 година.
Александър Синве ("Les Grecs de l’Empire Ottoman. Etude Statistique et Ethnographique"), който се основава на гръцки данни, в 1878 година пише, че в Нигрица (Nigrotsa) живеят 3216 гърци.
Според „Етнография на вилаетите Адрианопол, Монастир и Салоника“, издадена в Константинопол в 1878 година и отразяваща статистиката на населението от 1873 година, Нигрита (Nigrita) има 305 домакинства с 350 жители българи и 650 гърци.
В 1889 година Стефан Веркович („Топографическо-этнографическій очеркъ Македоніи“) пише за Нигрита:
| „ | Нигрита е християнско село с една църква и две училища, добър пазар и пет хана... Жителите са гърци, а също и българи, преселници от съседните села. | “ |

В 1891 година Георги Стрезов пише за градчето:
| „ | Нигрита е паланка на ЮЗ от Сяр 4 1/2 - 5 часа; от Струма има нещо около 1 1/2 час. Старата Нигрита била на друго място, което днес се нарича Палиохори (Старо село). Днешното ѝ положение е много по-централно и по-сгодно. При Палиохори са запазени останки от стени и каменни сгради... Нигрита беше централен пункт, дето се кръстосваха пътищата за Св. Гора, Солун, Сяр и други места. След направата на шосето, изгуби доста в това отношение. Тази паланка е седалище на мюдюрин, който управлява нахията. Главното занятие на жителите съставя тъкането на „аладжи“, които се разпродават по цяла Македония. Занаятчиите, които изработват тези платове, около 1800 год. се преселили от някои олимпийски села, та предали занаята си в Нигрита... От няколко години насам мнозина се предадоха на бубите; има и шарлаганджийница. В събота става пазар. Има 2 гръцки църкви и добре уредени гръцки училища, мъжко и женско. Преди 15 години нигритските учебни заведения бяха прочути в околията. В тази паланка и речи във всичките околни села гръцкият в Сяр консул направо си назначава учителите. Към И 1 час от паланката има лековита минерална вода... В Нигрита има около 600 къщи, всичките гръцки. | “ |

Според Густав Вайганд в Нигрита живеят около 500 души арумъни, които произлизат от западните села на Пинд.
Според Васил Кънчов („Македония. Етнография и статистика“) в началото на XX век Нигрита има 2500 жители гърци. По данни на секретаря на Българската екзархия Димитър Мишев („La Macédoine et sa Population Chrétienne“) в 1905 година в града живеят 1900 гърци и работят две гръцки училища.
В 1906 година на основите на по-стар храм е издигната втората енорийска църква „Свети Атанасий“.
На 24 февруари 1907 година в местността Таш Олук край Нигрита 40-членна българска чета на ВМОРО се сражава с гръцка чета, като в резултат българите губят 9 души, а гърците – 4.

### В Гърция
В града по време на Балканската война през 1912 година влизат български части. Открита е българска болница. На 23 януари 1913 година кмет на града става Апостолос Хадзиянис, а членове на общинския съвет – Хадзигеоргиу, Хадзиатанасиу, Стерьос Николау и Атанасиос Цикурас. През февруари 1913 година в района се водят боеве между български и гръцки части. През Междусъюзническата война през юни градът е окупиран от гръцки войски и остава в Гърция след Букурещкия договор.
| Име           | Име              | Ново име    | Ново име     | Описание                                                       |
| ------------- | ---------------- | ----------- | ------------ | -------------------------------------------------------------- |
| Серкес        | Σερκές           | Елевтерон   | Ελεύθερον    | възвишение в Богданската планина на Ю от Нигрита               |
| Пагуни        | Παγούνι          | Смина       | Σήμα         | възвишение в Богданската планина на ЮЗ от Нигрита              |
| Вели          | Βελί             | Караули     | Καραούλι     | възвишение в Богданската планина на Ю от Нигрита               |
| Паганос       | Παγκάνος         | Пигади      | Πηγάδι       | възвишение в Богданската планина на Ю от Нигрита (290,2 m)     |
| Дудана Рахони | Ντουντανά Ραχώνι | Геладорахи  | Γελαδοραχη   | възвишение в Богданската планина на ЮЗ от Нигрита              |
| Церони        | Τσερώνι          | Фтенохорафо | Φτενοχώραφο  | местност на ЮЗ от Нигрита, по левия бряг на рекичката Лагатрис |
| Сърпина река  | Σουρποβινός      | Ксанорема   | Ξανθόρεμα    | река, преминаваща през махалата Сърпа и Нигрита                |
| Кара Пърнар   | Καρά Πουρνάρι    | Пурнарорема | Πουρναρόρεμα | река в Богданската планина на Ю от Нигрита                     |
| Байкудия      | Μπαϊκούδια       | Пулия       | Πουλιά       | местност на СИ от Нигрита и на ЮИ от Фиток                     |
| Орманджик     | Όρματζίκι        | Дасаки      | Δασακι       | местност на ССИ от Нигрита и на СИ от Фиток                    |

## Личности
Виден жител на Нигрита е Атанасиос Аргирос (1859 – 1945), гръцки общественик, политик и революционер. Димитриос Даманис (1858 – 1923) е общественик и просветен деец. С нигритски корени и е видният гръцки художник Умвертос Аргирос (1882 – 1963).